# تلمبه فاطمی
تلمبه فاطمی یک منطقهٔ مسکونی در ایران است که در دهستان گلزار واقع شده‌است.